# چنسلور (آلاباما)
چنسلور (به انگلیسی: Chancellor) یک منطقهٔ مسکونی در ایالات متحده آمریکا است که در شهرستان گنوا، آلاباما واقع شده‌است. چنسلور ۸۴٫۱۳ متر بالاتر از سطح دریا واقع شده‌است.